# Всероссийский турнир любителей 1909
Всероссийский турнир любителей 1909 — шахматный турнир проходивший с 2 по 27 февраля в Санкт-Петербурге. Проводился одновременно с международным турниром 1909 г. в залах Финансового коммерческого клуба. Участвовали 19 шахматистов из 9 городов:
- Санкт-Петербург (8 шахматистов),
- Лодзь (2),
- Москва, Нижний Новгород, Варшава, Харьков, Одесса, Ковно, Ревель — по 1.

Два участника выбыли после 2-го и 7-го туров.
Победитель — 16-летний А. А. Алехин (13 очков), 2-е место — Г. А. Ротлеви (12), 3-е — Б. Грегори (11½).
«Чигоринский приз» был присуждён А. Н. Вяхиреву за партию против С. К. Избинского.

## Примечательные партии
|   | a | b | c | d | e | f | g | h |   |
| - | --- | --- | --- | --- | --- | --- | --- | --- | - |
| 8 | g8 чёрная ладья · h8 чёрный король · e6 чёрный слон · h6 чёрная пешка · b5 чёрная пешка · d5 чёрная пешка · e5 белая пешка · g5 белая пешка · h5 чёрный ферзь · c4 чёрная пешка · d4 белая пешка · f3 чёрная ладья · b2 белая пешка · d2 белый слон · g2 белый ферзь · h2 белая пешка · a1 белая ладья · g1 белая ладья · h1 белый король | g8 чёрная ладья · h8 чёрный король · e6 чёрный слон · h6 чёрная пешка · b5 чёрная пешка · d5 чёрная пешка · e5 белая пешка · g5 белая пешка · h5 чёрный ферзь · c4 чёрная пешка · d4 белая пешка · f3 чёрная ладья · b2 белая пешка · d2 белый слон · g2 белый ферзь · h2 белая пешка · a1 белая ладья · g1 белая ладья · h1 белый король | g8 чёрная ладья · h8 чёрный король · e6 чёрный слон · h6 чёрная пешка · b5 чёрная пешка · d5 чёрная пешка · e5 белая пешка · g5 белая пешка · h5 чёрный ферзь · c4 чёрная пешка · d4 белая пешка · f3 чёрная ладья · b2 белая пешка · d2 белый слон · g2 белый ферзь · h2 белая пешка · a1 белая ладья · g1 белая ладья · h1 белый король | g8 чёрная ладья · h8 чёрный король · e6 чёрный слон · h6 чёрная пешка · b5 чёрная пешка · d5 чёрная пешка · e5 белая пешка · g5 белая пешка · h5 чёрный ферзь · c4 чёрная пешка · d4 белая пешка · f3 чёрная ладья · b2 белая пешка · d2 белый слон · g2 белый ферзь · h2 белая пешка · a1 белая ладья · g1 белая ладья · h1 белый король | g8 чёрная ладья · h8 чёрный король · e6 чёрный слон · h6 чёрная пешка · b5 чёрная пешка · d5 чёрная пешка · e5 белая пешка · g5 белая пешка · h5 чёрный ферзь · c4 чёрная пешка · d4 белая пешка · f3 чёрная ладья · b2 белая пешка · d2 белый слон · g2 белый ферзь · h2 белая пешка · a1 белая ладья · g1 белая ладья · h1 белый король | g8 чёрная ладья · h8 чёрный король · e6 чёрный слон · h6 чёрная пешка · b5 чёрная пешка · d5 чёрная пешка · e5 белая пешка · g5 белая пешка · h5 чёрный ферзь · c4 чёрная пешка · d4 белая пешка · f3 чёрная ладья · b2 белая пешка · d2 белый слон · g2 белый ферзь · h2 белая пешка · a1 белая ладья · g1 белая ладья · h1 белый король | g8 чёрная ладья · h8 чёрный король · e6 чёрный слон · h6 чёрная пешка · b5 чёрная пешка · d5 чёрная пешка · e5 белая пешка · g5 белая пешка · h5 чёрный ферзь · c4 чёрная пешка · d4 белая пешка · f3 чёрная ладья · b2 белая пешка · d2 белый слон · g2 белый ферзь · h2 белая пешка · a1 белая ладья · g1 белая ладья · h1 белый король | g8 чёрная ладья · h8 чёрный король · e6 чёрный слон · h6 чёрная пешка · b5 чёрная пешка · d5 чёрная пешка · e5 белая пешка · g5 белая пешка · h5 чёрный ферзь · c4 чёрная пешка · d4 белая пешка · f3 чёрная ладья · b2 белая пешка · d2 белый слон · g2 белый ферзь · h2 белая пешка · a1 белая ладья · g1 белая ладья · h1 белый король | 8 |
| 7 | g8 чёрная ладья · h8 чёрный король · e6 чёрный слон · h6 чёрная пешка · b5 чёрная пешка · d5 чёрная пешка · e5 белая пешка · g5 белая пешка · h5 чёрный ферзь · c4 чёрная пешка · d4 белая пешка · f3 чёрная ладья · b2 белая пешка · d2 белый слон · g2 белый ферзь · h2 белая пешка · a1 белая ладья · g1 белая ладья · h1 белый король | g8 чёрная ладья · h8 чёрный король · e6 чёрный слон · h6 чёрная пешка · b5 чёрная пешка · d5 чёрная пешка · e5 белая пешка · g5 белая пешка · h5 чёрный ферзь · c4 чёрная пешка · d4 белая пешка · f3 чёрная ладья · b2 белая пешка · d2 белый слон · g2 белый ферзь · h2 белая пешка · a1 белая ладья · g1 белая ладья · h1 белый король | g8 чёрная ладья · h8 чёрный король · e6 чёрный слон · h6 чёрная пешка · b5 чёрная пешка · d5 чёрная пешка · e5 белая пешка · g5 белая пешка · h5 чёрный ферзь · c4 чёрная пешка · d4 белая пешка · f3 чёрная ладья · b2 белая пешка · d2 белый слон · g2 белый ферзь · h2 белая пешка · a1 белая ладья · g1 белая ладья · h1 белый король | g8 чёрная ладья · h8 чёрный король · e6 чёрный слон · h6 чёрная пешка · b5 чёрная пешка · d5 чёрная пешка · e5 белая пешка · g5 белая пешка · h5 чёрный ферзь · c4 чёрная пешка · d4 белая пешка · f3 чёрная ладья · b2 белая пешка · d2 белый слон · g2 белый ферзь · h2 белая пешка · a1 белая ладья · g1 белая ладья · h1 белый король | g8 чёрная ладья · h8 чёрный король · e6 чёрный слон · h6 чёрная пешка · b5 чёрная пешка · d5 чёрная пешка · e5 белая пешка · g5 белая пешка · h5 чёрный ферзь · c4 чёрная пешка · d4 белая пешка · f3 чёрная ладья · b2 белая пешка · d2 белый слон · g2 белый ферзь · h2 белая пешка · a1 белая ладья · g1 белая ладья · h1 белый король | g8 чёрная ладья · h8 чёрный король · e6 чёрный слон · h6 чёрная пешка · b5 чёрная пешка · d5 чёрная пешка · e5 белая пешка · g5 белая пешка · h5 чёрный ферзь · c4 чёрная пешка · d4 белая пешка · f3 чёрная ладья · b2 белая пешка · d2 белый слон · g2 белый ферзь · h2 белая пешка · a1 белая ладья · g1 белая ладья · h1 белый король | g8 чёрная ладья · h8 чёрный король · e6 чёрный слон · h6 чёрная пешка · b5 чёрная пешка · d5 чёрная пешка · e5 белая пешка · g5 белая пешка · h5 чёрный ферзь · c4 чёрная пешка · d4 белая пешка · f3 чёрная ладья · b2 белая пешка · d2 белый слон · g2 белый ферзь · h2 белая пешка · a1 белая ладья · g1 белая ладья · h1 белый король | g8 чёрная ладья · h8 чёрный король · e6 чёрный слон · h6 чёрная пешка · b5 чёрная пешка · d5 чёрная пешка · e5 белая пешка · g5 белая пешка · h5 чёрный ферзь · c4 чёрная пешка · d4 белая пешка · f3 чёрная ладья · b2 белая пешка · d2 белый слон · g2 белый ферзь · h2 белая пешка · a1 белая ладья · g1 белая ладья · h1 белый король | 7 |
| 6 | g8 чёрная ладья · h8 чёрный король · e6 чёрный слон · h6 чёрная пешка · b5 чёрная пешка · d5 чёрная пешка · e5 белая пешка · g5 белая пешка · h5 чёрный ферзь · c4 чёрная пешка · d4 белая пешка · f3 чёрная ладья · b2 белая пешка · d2 белый слон · g2 белый ферзь · h2 белая пешка · a1 белая ладья · g1 белая ладья · h1 белый король | g8 чёрная ладья · h8 чёрный король · e6 чёрный слон · h6 чёрная пешка · b5 чёрная пешка · d5 чёрная пешка · e5 белая пешка · g5 белая пешка · h5 чёрный ферзь · c4 чёрная пешка · d4 белая пешка · f3 чёрная ладья · b2 белая пешка · d2 белый слон · g2 белый ферзь · h2 белая пешка · a1 белая ладья · g1 белая ладья · h1 белый король | g8 чёрная ладья · h8 чёрный король · e6 чёрный слон · h6 чёрная пешка · b5 чёрная пешка · d5 чёрная пешка · e5 белая пешка · g5 белая пешка · h5 чёрный ферзь · c4 чёрная пешка · d4 белая пешка · f3 чёрная ладья · b2 белая пешка · d2 белый слон · g2 белый ферзь · h2 белая пешка · a1 белая ладья · g1 белая ладья · h1 белый король | g8 чёрная ладья · h8 чёрный король · e6 чёрный слон · h6 чёрная пешка · b5 чёрная пешка · d5 чёрная пешка · e5 белая пешка · g5 белая пешка · h5 чёрный ферзь · c4 чёрная пешка · d4 белая пешка · f3 чёрная ладья · b2 белая пешка · d2 белый слон · g2 белый ферзь · h2 белая пешка · a1 белая ладья · g1 белая ладья · h1 белый король | g8 чёрная ладья · h8 чёрный король · e6 чёрный слон · h6 чёрная пешка · b5 чёрная пешка · d5 чёрная пешка · e5 белая пешка · g5 белая пешка · h5 чёрный ферзь · c4 чёрная пешка · d4 белая пешка · f3 чёрная ладья · b2 белая пешка · d2 белый слон · g2 белый ферзь · h2 белая пешка · a1 белая ладья · g1 белая ладья · h1 белый король | g8 чёрная ладья · h8 чёрный король · e6 чёрный слон · h6 чёрная пешка · b5 чёрная пешка · d5 чёрная пешка · e5 белая пешка · g5 белая пешка · h5 чёрный ферзь · c4 чёрная пешка · d4 белая пешка · f3 чёрная ладья · b2 белая пешка · d2 белый слон · g2 белый ферзь · h2 белая пешка · a1 белая ладья · g1 белая ладья · h1 белый король | g8 чёрная ладья · h8 чёрный король · e6 чёрный слон · h6 чёрная пешка · b5 чёрная пешка · d5 чёрная пешка · e5 белая пешка · g5 белая пешка · h5 чёрный ферзь · c4 чёрная пешка · d4 белая пешка · f3 чёрная ладья · b2 белая пешка · d2 белый слон · g2 белый ферзь · h2 белая пешка · a1 белая ладья · g1 белая ладья · h1 белый король | g8 чёрная ладья · h8 чёрный король · e6 чёрный слон · h6 чёрная пешка · b5 чёрная пешка · d5 чёрная пешка · e5 белая пешка · g5 белая пешка · h5 чёрный ферзь · c4 чёрная пешка · d4 белая пешка · f3 чёрная ладья · b2 белая пешка · d2 белый слон · g2 белый ферзь · h2 белая пешка · a1 белая ладья · g1 белая ладья · h1 белый король | 6 |
| 5 | g8 чёрная ладья · h8 чёрный король · e6 чёрный слон · h6 чёрная пешка · b5 чёрная пешка · d5 чёрная пешка · e5 белая пешка · g5 белая пешка · h5 чёрный ферзь · c4 чёрная пешка · d4 белая пешка · f3 чёрная ладья · b2 белая пешка · d2 белый слон · g2 белый ферзь · h2 белая пешка · a1 белая ладья · g1 белая ладья · h1 белый король | g8 чёрная ладья · h8 чёрный король · e6 чёрный слон · h6 чёрная пешка · b5 чёрная пешка · d5 чёрная пешка · e5 белая пешка · g5 белая пешка · h5 чёрный ферзь · c4 чёрная пешка · d4 белая пешка · f3 чёрная ладья · b2 белая пешка · d2 белый слон · g2 белый ферзь · h2 белая пешка · a1 белая ладья · g1 белая ладья · h1 белый король | g8 чёрная ладья · h8 чёрный король · e6 чёрный слон · h6 чёрная пешка · b5 чёрная пешка · d5 чёрная пешка · e5 белая пешка · g5 белая пешка · h5 чёрный ферзь · c4 чёрная пешка · d4 белая пешка · f3 чёрная ладья · b2 белая пешка · d2 белый слон · g2 белый ферзь · h2 белая пешка · a1 белая ладья · g1 белая ладья · h1 белый король | g8 чёрная ладья · h8 чёрный король · e6 чёрный слон · h6 чёрная пешка · b5 чёрная пешка · d5 чёрная пешка · e5 белая пешка · g5 белая пешка · h5 чёрный ферзь · c4 чёрная пешка · d4 белая пешка · f3 чёрная ладья · b2 белая пешка · d2 белый слон · g2 белый ферзь · h2 белая пешка · a1 белая ладья · g1 белая ладья · h1 белый король | g8 чёрная ладья · h8 чёрный король · e6 чёрный слон · h6 чёрная пешка · b5 чёрная пешка · d5 чёрная пешка · e5 белая пешка · g5 белая пешка · h5 чёрный ферзь · c4 чёрная пешка · d4 белая пешка · f3 чёрная ладья · b2 белая пешка · d2 белый слон · g2 белый ферзь · h2 белая пешка · a1 белая ладья · g1 белая ладья · h1 белый король | g8 чёрная ладья · h8 чёрный король · e6 чёрный слон · h6 чёрная пешка · b5 чёрная пешка · d5 чёрная пешка · e5 белая пешка · g5 белая пешка · h5 чёрный ферзь · c4 чёрная пешка · d4 белая пешка · f3 чёрная ладья · b2 белая пешка · d2 белый слон · g2 белый ферзь · h2 белая пешка · a1 белая ладья · g1 белая ладья · h1 белый король | g8 чёрная ладья · h8 чёрный король · e6 чёрный слон · h6 чёрная пешка · b5 чёрная пешка · d5 чёрная пешка · e5 белая пешка · g5 белая пешка · h5 чёрный ферзь · c4 чёрная пешка · d4 белая пешка · f3 чёрная ладья · b2 белая пешка · d2 белый слон · g2 белый ферзь · h2 белая пешка · a1 белая ладья · g1 белая ладья · h1 белый король | g8 чёрная ладья · h8 чёрный король · e6 чёрный слон · h6 чёрная пешка · b5 чёрная пешка · d5 чёрная пешка · e5 белая пешка · g5 белая пешка · h5 чёрный ферзь · c4 чёрная пешка · d4 белая пешка · f3 чёрная ладья · b2 белая пешка · d2 белый слон · g2 белый ферзь · h2 белая пешка · a1 белая ладья · g1 белая ладья · h1 белый король | 5 |
| 4 | g8 чёрная ладья · h8 чёрный король · e6 чёрный слон · h6 чёрная пешка · b5 чёрная пешка · d5 чёрная пешка · e5 белая пешка · g5 белая пешка · h5 чёрный ферзь · c4 чёрная пешка · d4 белая пешка · f3 чёрная ладья · b2 белая пешка · d2 белый слон · g2 белый ферзь · h2 белая пешка · a1 белая ладья · g1 белая ладья · h1 белый король | g8 чёрная ладья · h8 чёрный король · e6 чёрный слон · h6 чёрная пешка · b5 чёрная пешка · d5 чёрная пешка · e5 белая пешка · g5 белая пешка · h5 чёрный ферзь · c4 чёрная пешка · d4 белая пешка · f3 чёрная ладья · b2 белая пешка · d2 белый слон · g2 белый ферзь · h2 белая пешка · a1 белая ладья · g1 белая ладья · h1 белый король | g8 чёрная ладья · h8 чёрный король · e6 чёрный слон · h6 чёрная пешка · b5 чёрная пешка · d5 чёрная пешка · e5 белая пешка · g5 белая пешка · h5 чёрный ферзь · c4 чёрная пешка · d4 белая пешка · f3 чёрная ладья · b2 белая пешка · d2 белый слон · g2 белый ферзь · h2 белая пешка · a1 белая ладья · g1 белая ладья · h1 белый король | g8 чёрная ладья · h8 чёрный король · e6 чёрный слон · h6 чёрная пешка · b5 чёрная пешка · d5 чёрная пешка · e5 белая пешка · g5 белая пешка · h5 чёрный ферзь · c4 чёрная пешка · d4 белая пешка · f3 чёрная ладья · b2 белая пешка · d2 белый слон · g2 белый ферзь · h2 белая пешка · a1 белая ладья · g1 белая ладья · h1 белый король | g8 чёрная ладья · h8 чёрный король · e6 чёрный слон · h6 чёрная пешка · b5 чёрная пешка · d5 чёрная пешка · e5 белая пешка · g5 белая пешка · h5 чёрный ферзь · c4 чёрная пешка · d4 белая пешка · f3 чёрная ладья · b2 белая пешка · d2 белый слон · g2 белый ферзь · h2 белая пешка · a1 белая ладья · g1 белая ладья · h1 белый король | g8 чёрная ладья · h8 чёрный король · e6 чёрный слон · h6 чёрная пешка · b5 чёрная пешка · d5 чёрная пешка · e5 белая пешка · g5 белая пешка · h5 чёрный ферзь · c4 чёрная пешка · d4 белая пешка · f3 чёрная ладья · b2 белая пешка · d2 белый слон · g2 белый ферзь · h2 белая пешка · a1 белая ладья · g1 белая ладья · h1 белый король | g8 чёрная ладья · h8 чёрный король · e6 чёрный слон · h6 чёрная пешка · b5 чёрная пешка · d5 чёрная пешка · e5 белая пешка · g5 белая пешка · h5 чёрный ферзь · c4 чёрная пешка · d4 белая пешка · f3 чёрная ладья · b2 белая пешка · d2 белый слон · g2 белый ферзь · h2 белая пешка · a1 белая ладья · g1 белая ладья · h1 белый король | g8 чёрная ладья · h8 чёрный король · e6 чёрный слон · h6 чёрная пешка · b5 чёрная пешка · d5 чёрная пешка · e5 белая пешка · g5 белая пешка · h5 чёрный ферзь · c4 чёрная пешка · d4 белая пешка · f3 чёрная ладья · b2 белая пешка · d2 белый слон · g2 белый ферзь · h2 белая пешка · a1 белая ладья · g1 белая ладья · h1 белый король | 4 |
| 3 | g8 чёрная ладья · h8 чёрный король · e6 чёрный слон · h6 чёрная пешка · b5 чёрная пешка · d5 чёрная пешка · e5 белая пешка · g5 белая пешка · h5 чёрный ферзь · c4 чёрная пешка · d4 белая пешка · f3 чёрная ладья · b2 белая пешка · d2 белый слон · g2 белый ферзь · h2 белая пешка · a1 белая ладья · g1 белая ладья · h1 белый король | g8 чёрная ладья · h8 чёрный король · e6 чёрный слон · h6 чёрная пешка · b5 чёрная пешка · d5 чёрная пешка · e5 белая пешка · g5 белая пешка · h5 чёрный ферзь · c4 чёрная пешка · d4 белая пешка · f3 чёрная ладья · b2 белая пешка · d2 белый слон · g2 белый ферзь · h2 белая пешка · a1 белая ладья · g1 белая ладья · h1 белый король | g8 чёрная ладья · h8 чёрный король · e6 чёрный слон · h6 чёрная пешка · b5 чёрная пешка · d5 чёрная пешка · e5 белая пешка · g5 белая пешка · h5 чёрный ферзь · c4 чёрная пешка · d4 белая пешка · f3 чёрная ладья · b2 белая пешка · d2 белый слон · g2 белый ферзь · h2 белая пешка · a1 белая ладья · g1 белая ладья · h1 белый король | g8 чёрная ладья · h8 чёрный король · e6 чёрный слон · h6 чёрная пешка · b5 чёрная пешка · d5 чёрная пешка · e5 белая пешка · g5 белая пешка · h5 чёрный ферзь · c4 чёрная пешка · d4 белая пешка · f3 чёрная ладья · b2 белая пешка · d2 белый слон · g2 белый ферзь · h2 белая пешка · a1 белая ладья · g1 белая ладья · h1 белый король | g8 чёрная ладья · h8 чёрный король · e6 чёрный слон · h6 чёрная пешка · b5 чёрная пешка · d5 чёрная пешка · e5 белая пешка · g5 белая пешка · h5 чёрный ферзь · c4 чёрная пешка · d4 белая пешка · f3 чёрная ладья · b2 белая пешка · d2 белый слон · g2 белый ферзь · h2 белая пешка · a1 белая ладья · g1 белая ладья · h1 белый король | g8 чёрная ладья · h8 чёрный король · e6 чёрный слон · h6 чёрная пешка · b5 чёрная пешка · d5 чёрная пешка · e5 белая пешка · g5 белая пешка · h5 чёрный ферзь · c4 чёрная пешка · d4 белая пешка · f3 чёрная ладья · b2 белая пешка · d2 белый слон · g2 белый ферзь · h2 белая пешка · a1 белая ладья · g1 белая ладья · h1 белый король | g8 чёрная ладья · h8 чёрный король · e6 чёрный слон · h6 чёрная пешка · b5 чёрная пешка · d5 чёрная пешка · e5 белая пешка · g5 белая пешка · h5 чёрный ферзь · c4 чёрная пешка · d4 белая пешка · f3 чёрная ладья · b2 белая пешка · d2 белый слон · g2 белый ферзь · h2 белая пешка · a1 белая ладья · g1 белая ладья · h1 белый король | g8 чёрная ладья · h8 чёрный король · e6 чёрный слон · h6 чёрная пешка · b5 чёрная пешка · d5 чёрная пешка · e5 белая пешка · g5 белая пешка · h5 чёрный ферзь · c4 чёрная пешка · d4 белая пешка · f3 чёрная ладья · b2 белая пешка · d2 белый слон · g2 белый ферзь · h2 белая пешка · a1 белая ладья · g1 белая ладья · h1 белый король | 3 |
| 2 | g8 чёрная ладья · h8 чёрный король · e6 чёрный слон · h6 чёрная пешка · b5 чёрная пешка · d5 чёрная пешка · e5 белая пешка · g5 белая пешка · h5 чёрный ферзь · c4 чёрная пешка · d4 белая пешка · f3 чёрная ладья · b2 белая пешка · d2 белый слон · g2 белый ферзь · h2 белая пешка · a1 белая ладья · g1 белая ладья · h1 белый король | g8 чёрная ладья · h8 чёрный король · e6 чёрный слон · h6 чёрная пешка · b5 чёрная пешка · d5 чёрная пешка · e5 белая пешка · g5 белая пешка · h5 чёрный ферзь · c4 чёрная пешка · d4 белая пешка · f3 чёрная ладья · b2 белая пешка · d2 белый слон · g2 белый ферзь · h2 белая пешка · a1 белая ладья · g1 белая ладья · h1 белый король | g8 чёрная ладья · h8 чёрный король · e6 чёрный слон · h6 чёрная пешка · b5 чёрная пешка · d5 чёрная пешка · e5 белая пешка · g5 белая пешка · h5 чёрный ферзь · c4 чёрная пешка · d4 белая пешка · f3 чёрная ладья · b2 белая пешка · d2 белый слон · g2 белый ферзь · h2 белая пешка · a1 белая ладья · g1 белая ладья · h1 белый король | g8 чёрная ладья · h8 чёрный король · e6 чёрный слон · h6 чёрная пешка · b5 чёрная пешка · d5 чёрная пешка · e5 белая пешка · g5 белая пешка · h5 чёрный ферзь · c4 чёрная пешка · d4 белая пешка · f3 чёрная ладья · b2 белая пешка · d2 белый слон · g2 белый ферзь · h2 белая пешка · a1 белая ладья · g1 белая ладья · h1 белый король | g8 чёрная ладья · h8 чёрный король · e6 чёрный слон · h6 чёрная пешка · b5 чёрная пешка · d5 чёрная пешка · e5 белая пешка · g5 белая пешка · h5 чёрный ферзь · c4 чёрная пешка · d4 белая пешка · f3 чёрная ладья · b2 белая пешка · d2 белый слон · g2 белый ферзь · h2 белая пешка · a1 белая ладья · g1 белая ладья · h1 белый король | g8 чёрная ладья · h8 чёрный король · e6 чёрный слон · h6 чёрная пешка · b5 чёрная пешка · d5 чёрная пешка · e5 белая пешка · g5 белая пешка · h5 чёрный ферзь · c4 чёрная пешка · d4 белая пешка · f3 чёрная ладья · b2 белая пешка · d2 белый слон · g2 белый ферзь · h2 белая пешка · a1 белая ладья · g1 белая ладья · h1 белый король | g8 чёрная ладья · h8 чёрный король · e6 чёрный слон · h6 чёрная пешка · b5 чёрная пешка · d5 чёрная пешка · e5 белая пешка · g5 белая пешка · h5 чёрный ферзь · c4 чёрная пешка · d4 белая пешка · f3 чёрная ладья · b2 белая пешка · d2 белый слон · g2 белый ферзь · h2 белая пешка · a1 белая ладья · g1 белая ладья · h1 белый король | g8 чёрная ладья · h8 чёрный король · e6 чёрный слон · h6 чёрная пешка · b5 чёрная пешка · d5 чёрная пешка · e5 белая пешка · g5 белая пешка · h5 чёрный ферзь · c4 чёрная пешка · d4 белая пешка · f3 чёрная ладья · b2 белая пешка · d2 белый слон · g2 белый ферзь · h2 белая пешка · a1 белая ладья · g1 белая ладья · h1 белый король | 2 |
| 1 | g8 чёрная ладья · h8 чёрный король · e6 чёрный слон · h6 чёрная пешка · b5 чёрная пешка · d5 чёрная пешка · e5 белая пешка · g5 белая пешка · h5 чёрный ферзь · c4 чёрная пешка · d4 белая пешка · f3 чёрная ладья · b2 белая пешка · d2 белый слон · g2 белый ферзь · h2 белая пешка · a1 белая ладья · g1 белая ладья · h1 белый король | g8 чёрная ладья · h8 чёрный король · e6 чёрный слон · h6 чёрная пешка · b5 чёрная пешка · d5 чёрная пешка · e5 белая пешка · g5 белая пешка · h5 чёрный ферзь · c4 чёрная пешка · d4 белая пешка · f3 чёрная ладья · b2 белая пешка · d2 белый слон · g2 белый ферзь · h2 белая пешка · a1 белая ладья · g1 белая ладья · h1 белый король | g8 чёрная ладья · h8 чёрный король · e6 чёрный слон · h6 чёрная пешка · b5 чёрная пешка · d5 чёрная пешка · e5 белая пешка · g5 белая пешка · h5 чёрный ферзь · c4 чёрная пешка · d4 белая пешка · f3 чёрная ладья · b2 белая пешка · d2 белый слон · g2 белый ферзь · h2 белая пешка · a1 белая ладья · g1 белая ладья · h1 белый король | g8 чёрная ладья · h8 чёрный король · e6 чёрный слон · h6 чёрная пешка · b5 чёрная пешка · d5 чёрная пешка · e5 белая пешка · g5 белая пешка · h5 чёрный ферзь · c4 чёрная пешка · d4 белая пешка · f3 чёрная ладья · b2 белая пешка · d2 белый слон · g2 белый ферзь · h2 белая пешка · a1 белая ладья · g1 белая ладья · h1 белый король | g8 чёрная ладья · h8 чёрный король · e6 чёрный слон · h6 чёрная пешка · b5 чёрная пешка · d5 чёрная пешка · e5 белая пешка · g5 белая пешка · h5 чёрный ферзь · c4 чёрная пешка · d4 белая пешка · f3 чёрная ладья · b2 белая пешка · d2 белый слон · g2 белый ферзь · h2 белая пешка · a1 белая ладья · g1 белая ладья · h1 белый король | g8 чёрная ладья · h8 чёрный король · e6 чёрный слон · h6 чёрная пешка · b5 чёрная пешка · d5 чёрная пешка · e5 белая пешка · g5 белая пешка · h5 чёрный ферзь · c4 чёрная пешка · d4 белая пешка · f3 чёрная ладья · b2 белая пешка · d2 белый слон · g2 белый ферзь · h2 белая пешка · a1 белая ладья · g1 белая ладья · h1 белый король | g8 чёрная ладья · h8 чёрный король · e6 чёрный слон · h6 чёрная пешка · b5 чёрная пешка · d5 чёрная пешка · e5 белая пешка · g5 белая пешка · h5 чёрный ферзь · c4 чёрная пешка · d4 белая пешка · f3 чёрная ладья · b2 белая пешка · d2 белый слон · g2 белый ферзь · h2 белая пешка · a1 белая ладья · g1 белая ладья · h1 белый король | g8 чёрная ладья · h8 чёрный король · e6 чёрный слон · h6 чёрная пешка · b5 чёрная пешка · d5 чёрная пешка · e5 белая пешка · g5 белая пешка · h5 чёрный ферзь · c4 чёрная пешка · d4 белая пешка · f3 чёрная ладья · b2 белая пешка · d2 белый слон · g2 белый ферзь · h2 белая пешка · a1 белая ладья · g1 белая ладья · h1 белый король | 1 |
|   | a | b | c | d | e | f | g | h |   |

1. е4 е5 2. Кf3 Кс6 3. Сb5 а6 4. Са4 Кf6 5. 0-0 К:е4 6. d4 b5 7. Сb3 d5 8. de Се6 9. с3 Сс5 10. Сс2 0-0 11. Кbd2 f5 12. Кb3 Сb6 13. Кbd4 К:d4 14. К:d4 С:d4 15. сd f4 16. f3 Кg3 17. Ле1 Фһ4 18. Фd2 Кf5 19. С:f5 Л:f5 20. Фf2 Фһ6 21. Крһ1 g5 22. g4 fg 23. Ф:g3 Крһ8 24. Сd2 с5 25. Лас1 с4 26. а4 Лаf8 27. аb аb 28. Ла1 Фһ5 29. Лg1 h6 30. f4 Лg8 31. fg Лf3 32. Фg2 (см. диаграмму).

32… Сһ3 33. Фе2 Cf5 34. gh Л:g1+ 35. Л:g1 Ce4 36. Лg2 Лg3 37. Ф:h5 Л:g2 38. Фf5 Л:d2+ 39. Ф:е4 de 40. е6 Лd1+ 41. Kpg2 Ла1 42. d5 Ла8 43. d6 Kpg8 44. Kpf2 b4 45. Кре2 с3 46. b3 с2 47. Kpd2 Лd8 48. d7 Kpf8. 0:1.

## Таблица
| №  | Участник           | Город           |   | 1 | 2 | 3 | 4 | 5 | 6 | 7 | 8 | 9 | 10 | 11 | 12 | 13 | 14 | 15 | 16 | 17 |    | +  | − | =   | Очки  | Место |
| -- | ------------------ | --------------- | - | - | - | - | - | - | - | - | - | - | -- | -- | -- | -- | -- | -- | -- | -- | -- | -- | - | --- | ----- | ----- |
| 1  | Алехин, Александр  | Москва          |   | 1 | 1 | 0 | 1 | 1 | ½ | 1 | 1 | 1 | 0  | 1  | 1  | ½  | 1  | 1  | 1  |    | 12 | 2  | 2 | 13  | 1     |       |
| 2  | Ротлеви, Герш      | Лодзь           | 0 |   | 1 | ½ | 1 | ½ | 0 | 1 | 0 | 1 | 1  | 1  | 1  | 1  | 1  | 1  | 1  |    | 11 | 3  | 2 | 12  | 2     |       |
| 3  | Грегори, Бернхард  | Ревель          | 0 | 0 |   | 1 | 1 | 0 | ½ | 1 | 0 | 1 | 1  | 1  | 1  | 1  | 1  | 1  | 1  |    | 11 | 4  | 1 | 11½ | 3     |       |
| 4  | Данюшевский, Давид | Лодзь           | 1 | ½ | 0 |   | ½ | 1 | ½ | 1 | ½ | 1 | 1  | 1  | ½  | 0  | 0  | ½  | ½  |    | 6  | 3  | 7 | 9½  | 4—6   |       |
| 5  | Малютин, Борис     | Санкт-Петербург | 0 | 0 | 0 | ½ |   | 0 | 1 | 1 | 1 | 1 | 0  | ½  | 1  | 1  | 1  | ½  | 1  |    | 8  | 5  | 3 | 9½  | 4—6   |       |
| 6  | Эльяшов, Моисей    | Ковно           | 0 | ½ | 1 | 0 | 1 |   | 1 | ½ | 1 | 1 | ½  | ½  | 0  | 0  | ½  | 1  | 1  |    | 7  | 4  | 5 | 9½  | 4—6   |       |
| 7  | Лебедев, Сергей    | Санкт-Петербург | ½ | 1 | ½ | ½ | 0 | 0 |   | ½ | 0 | ½ | 1  | 1  | ½  | 1  | 1  | 0  | 1  |    | 6  | 4  | 6 | 9   | 7—8   |       |
| 8  | Розенкранц, Карл   | Санкт-Петербург | 0 | 0 | 0 | 0 | 0 | ½ | ½ |   | 1 | 1 | 1  | 1  | 1  | 1  | 0  | 1  | 1  |    | 8  | 6  | 2 | 9   | 7—8   |       |
| 9  | Терещенко, Николай | Санкт-Петербург | 0 | 1 | 1 | ½ | 0 | 0 | 1 | 0 |   | ½ | 0  | ½  | 1  | 1  | 0  | ½  | ½  |    | 5  | 6  | 5 | 7½  | 9     |       |
| 10 | Верлинский, Борис  | Одесса          | 0 | 0 | 0 | 0 | 0 | 0 | ½ | 0 | ½ |   | 1  | 0  | 1  | 1  | 1  | 1  | 1  |    | 6  | 8  | 2 | 7   | 10—11 |       |
| 11 | Романовский, Пётр  | Санкт-Петербург | 1 | 0 | 0 | 0 | 1 | ½ | 0 | 0 | 1 | 0 |    | 1  | 0  | 0  | 1  | ½  | 1  |    | 6  | 8  | 2 | 7   | 10—11 |       |
| 12 | Евтифеев, Пётр     | Санкт-Петербург | 0 | 0 | 0 | 0 | ½ | ½ | 0 | 0 | ½ | 1 | 0  |    | 1  | 1  | 1  | 0  | 1  |    | 5  | 8  | 3 | 6½  | 12    |       |
| 13 | Избинский, Стефан  | Харьков         | 0 | 0 | 0 | ½ | 0 | 1 | ½ | 0 | 0 | 0 | 1  | 0  |    | 1  | 0  | 1  | 1  |    | 5  | 2  | 9 | 6   | 13    |       |
| 14 | Чепурнов, Анатолий | Санкт-Петербург | ½ | 0 | 0 | 1 | 0 | 1 | 0 | 0 | 0 | 0 | 1  | 0  | 0  |    | 1  | 1  | 0  |    | 5  | 10 | 1 | 5½  | 14    |       |
| 15 | Вяхирев, Аполлон   | Нижний Новгород | 0 | 0 | 0 | 1 | 0 | ½ | 0 | 1 | 1 | 0 | 0  | 0  | 1  | 0  |    | ½  | 0  |    | 4  | 10 | 2 | 5   | 15—16 |       |
| 16 | Гельбак, Григорий  | Санкт-Петербург | 0 | 0 | 0 | ½ | ½ | 0 | 1 | 0 | ½ | 0 | ½  | 1  | 0  | 0  | ½  |    | ½  |    | 2  | 8  | 6 | 5   | 15—16 |       |
| 17 | Николаев, Виктор   | Варшава         | 0 | 0 | 0 | ½ | 0 | 0 | 0 | 0 | ½ | 0 | 0  | 0  | 0  | 1  | 1  | ½  |    |    | 2  | 11 | 3 | 3½  | 17    |       |
| 18 | Гольдфарб, В.      |                 | 0 |   |   |   |   |   |   |   |   | 0 |    |    |    |    |    |    |    |    |    |    |   |     | ----  |       |
| 19 | Розанов, Василий   |                 | 0 |   | 0 |   |   | 0 | 0 |   |   | ½ | 1  |    |    |    |    |    | 0  |    |    |    |   |     | ----  |       |